# نترس
نترس (به انگلیسی: Fearless) نام تک آهنگی از گروه پراگرسیو راک پینک فلوید می‌باشد  و در سال ۱۹۷۱ در آلبوم فضولی منتشر شد.
دیوید گیلمور و راجر واترز این آهنگ را نوشته‌اند.در این آهنگ راجر واترز به نواختن گیتار آکوستیک هم می‌پردازد،در حالی که ساز اصلی او گیتار بیس است.در این آهنگ از شعار هواداران لیورپول هم در آهنگ استفاده شده‌است.

## سازندگان و مشارکت کنندگان
- راجر واترز - گیتار آکوستیک
- نیک میسن - درام
- رچارد رایت رایت - پیانو
- دیوید گیلمور -گیتار و خواننده

همراه با
- هواداران لیورپول -شعار "You'll Never Walk Alone"